# Piotroski Score
El Piotroski Score es uno de los posibles criterios de selección de valores según la metodología de inversión de Value investing.
El Piotroski score es una forma sencilla y hasta la fecha, rentable, de conseguir una cartera de valores que gane a los índices bursátiles de referencia consistentemente. El profesor Joseph Piotroski la publicó el año 2000 y era una forma de proceder a hacer una valoración de una compañía muy sencilla y a la vez evitando cometer errores graves. El profesor exponía 9 puntos para que la empresa fuese perfecta, si la empresa pasaba todos los criterios obtenía una puntuación de un 9, el máximo; en este caso, esa acción podía introducirse en la cartera de inversión. Evidentemente no siempre va a haber empresas con un 9, y en ese caso deberíamos coger las que más alta puntuación hayan sacado.

## Los 9 puntos a considerar eran
- ROA positivo en este año
- Cash-flow operativo positivo este año
- ROA más elevado que el año pasado
- Cash-flow operativo mejor que el beneficio neto
- La deuda l/p debe ser menor este año que en el año pasado.
- El Current ratio debe ser mayor que el año pasado
- No han salido nuevas acciones al público (sin ampliaciones de capital)
- El margen bruto mayor que el año pasado
- La rotación de activos debe ser mayor que la del año pasado.

## Interpretación
El profesor pretendía que si una empresa cumplía 7, o más, de los 9 criterios, era digna de pertenecer a una cartera de inversión, si bien, en caso de que, tras las recurrentes publicaciones de sus estados financieros, la empresa bajaba de 7 en su puntuación, tenía que venderse la acción. En este sentido, la cartera de inversión tendría una rotación útil basada en el criterio descrito, con lo que en las fechas destinadas a las publicaciones de los resultados de las empresas, unas cuantas empresas saldrían de la cartera, por no cumplir con una puntuación satisfactoria, y otras entrarían en la cartera ante sus buenas perspectivas de revalorización.

## Cómo consultar el Piotroski Score
Existen numerosos medios de información que ofrecen el resultado de este criterio para las empresas seleccionadas, si bien, uno de ellos es gurufocus.com u otras igualmente confiables.

## Backtesting

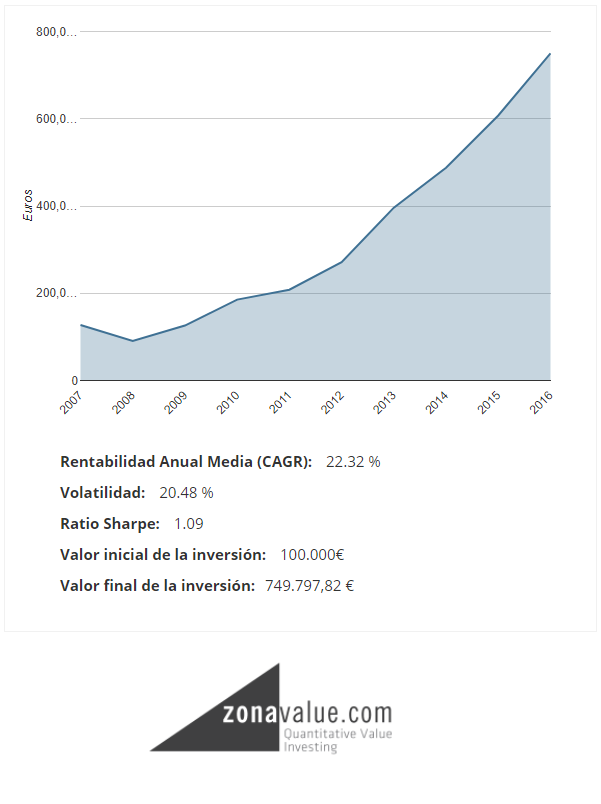

Rentabilidad Anual Media (CAGR): 22.32 %
Volatilidad: 20.48 %
Ratio Sharpe: 1.09
- deducción de costes de transacción 0.2%
- Market Cap > 50 millones
- Universo Acciones: España, Alemania, Francia, Italia, Portugal, UK y EE. UU.
- Portfolios: Top 20 del ranking, equi-ponderados
- Períodos fiscales para la creación de los portfolios
- Todos los sectores ex-financial
- Rotación Anual
- 10 años de backtesting

Fuente: herramienta de backtesting gratuita de zonavalue.com
- Datos: Q6076541